# 昌平坂

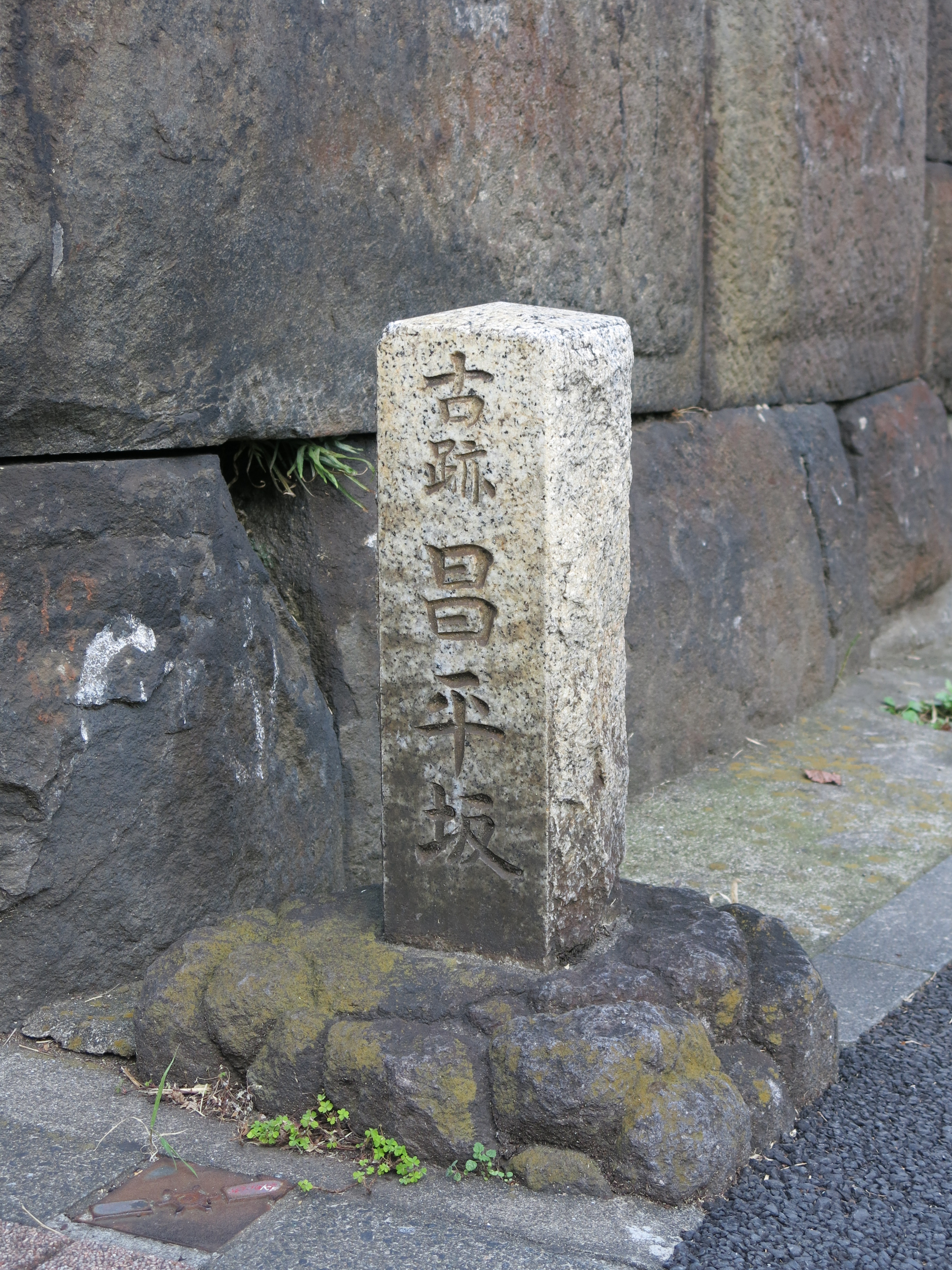
古跡 昌平坂の碑

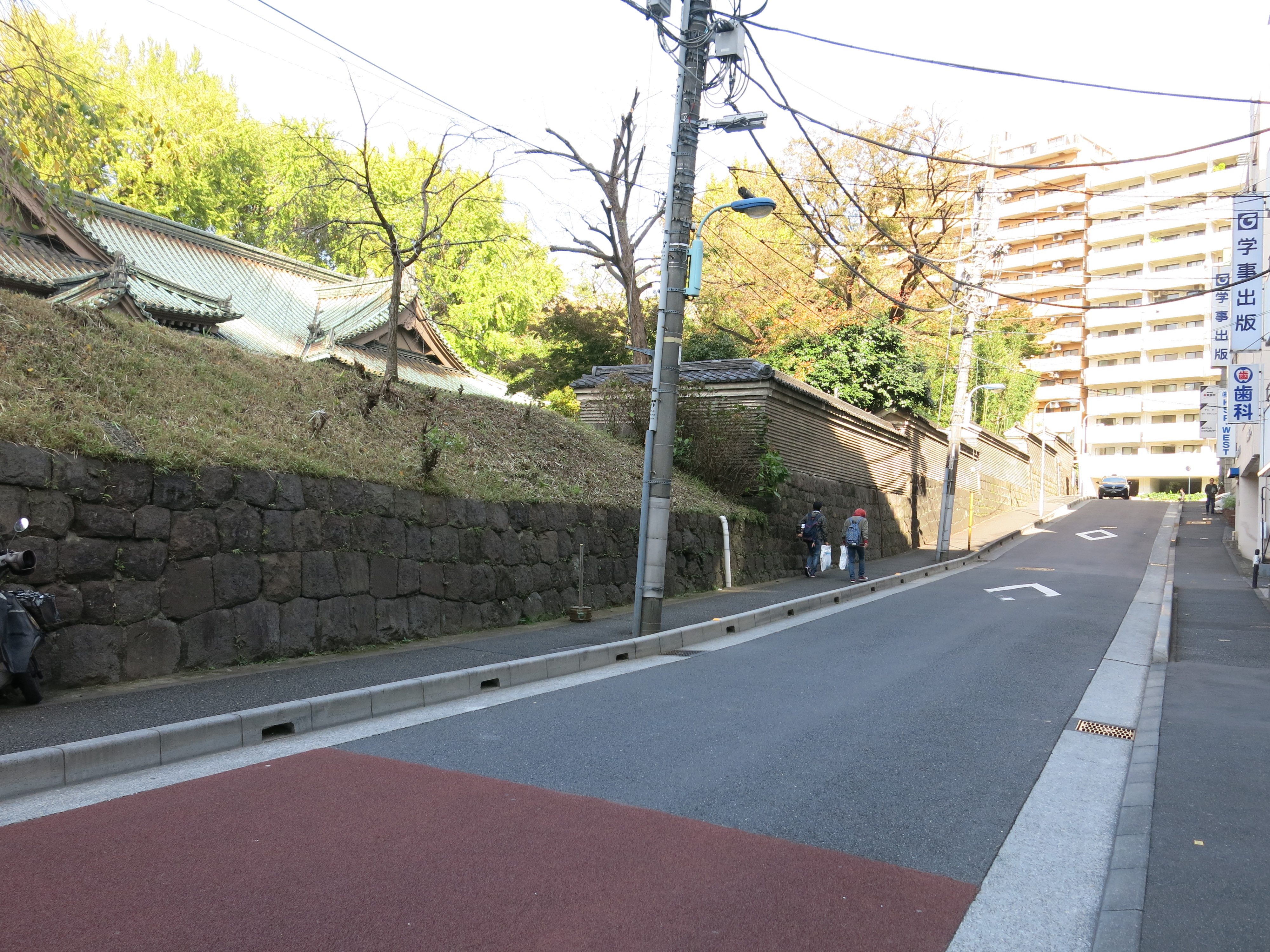
現在の昌平坂

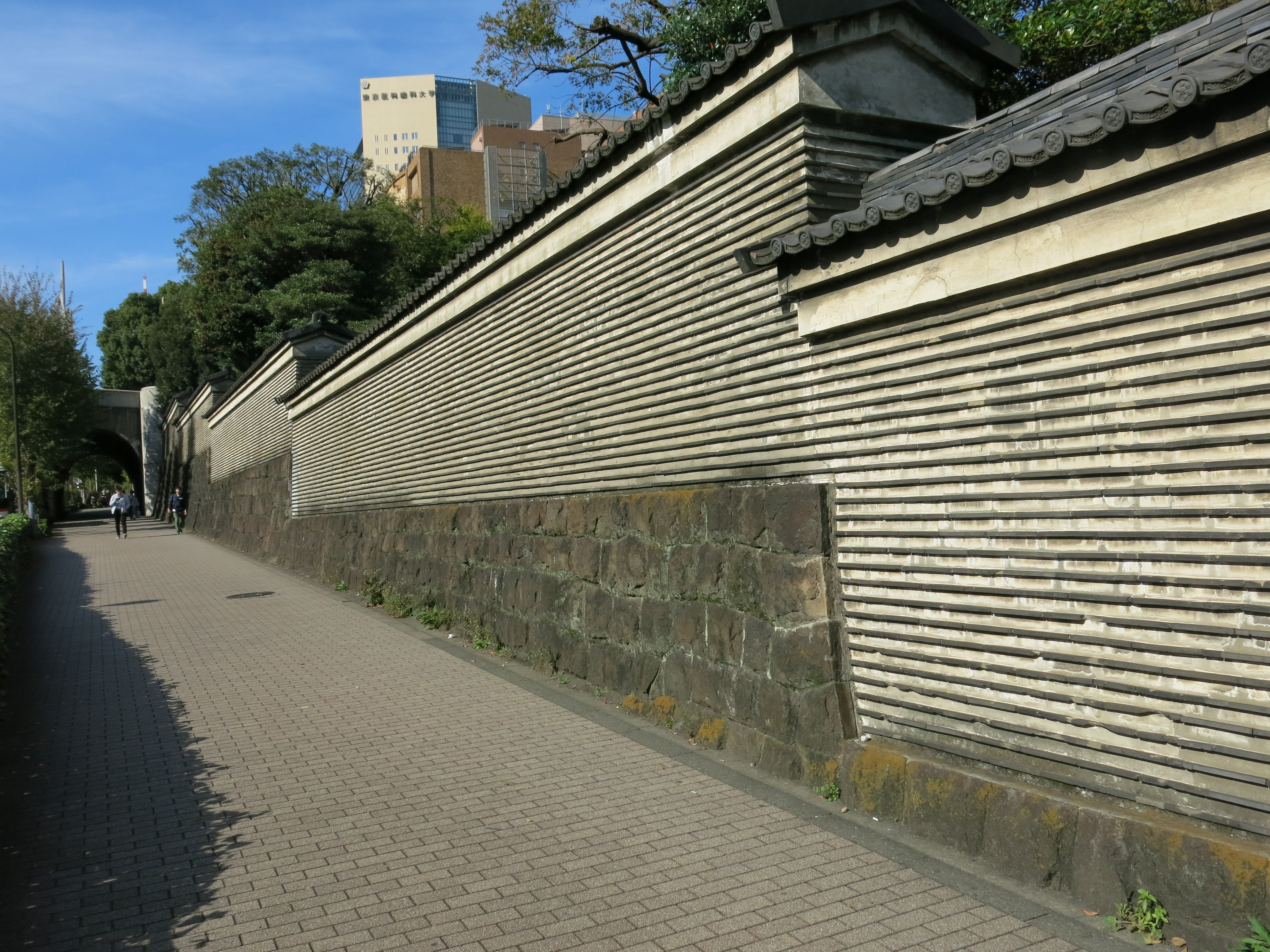
湯島聖堂と神田川のあいだの坂は、現在「相生坂（昌平坂）」と呼ばれている。

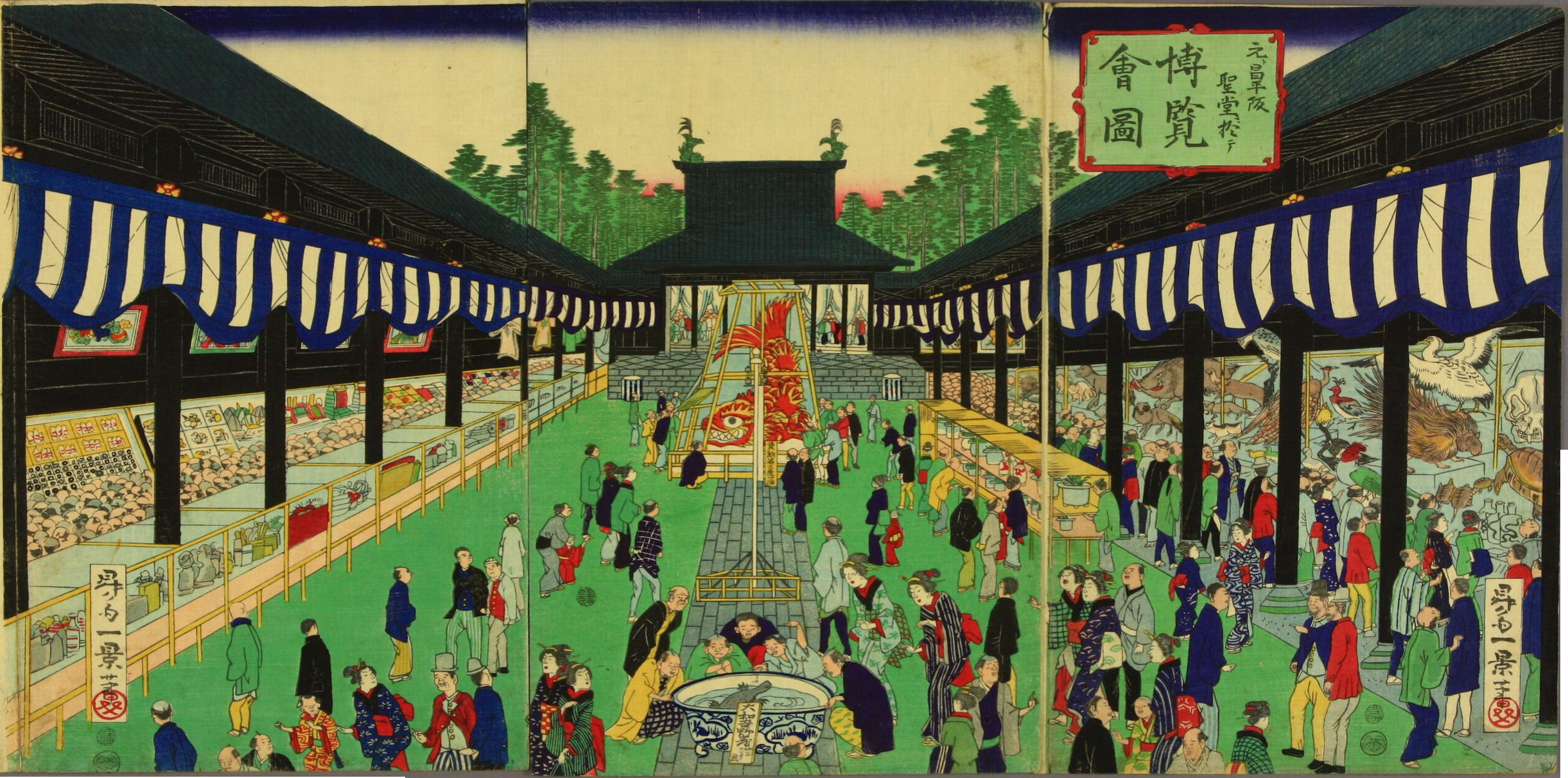
昇斎一景「元卜昌平阪聖堂ニ於テ博覧会図」

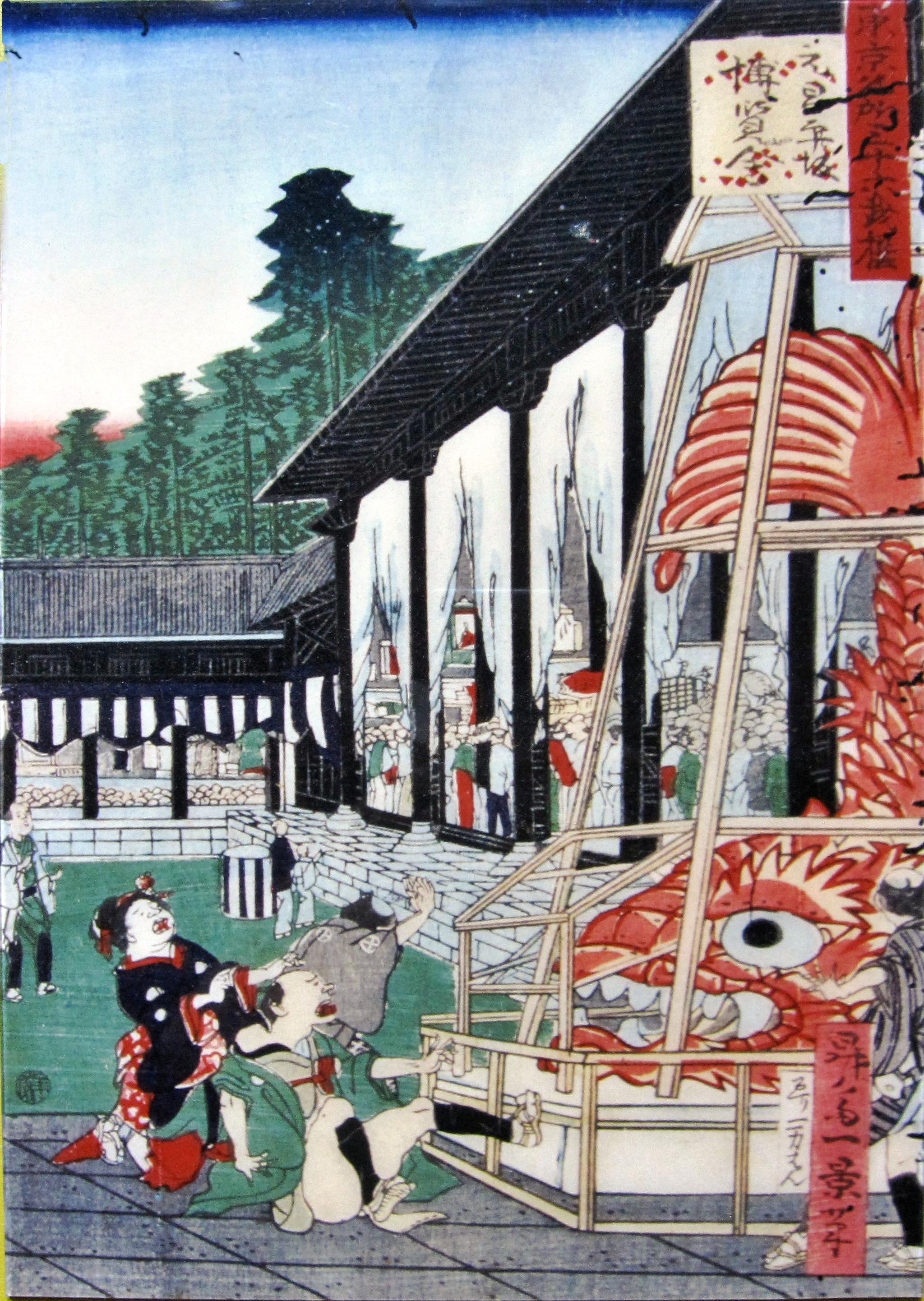
昇斎一景「元昌平坂博覧会」（『東京名所三十六戯撰』のうち） 明治5年（1872年93月湯島聖堂大成殿（旧昌平坂学問所）で開かれた博覧会の図。会場正面には名古屋城の金の鯱が飾られ、観衆が驚いている。

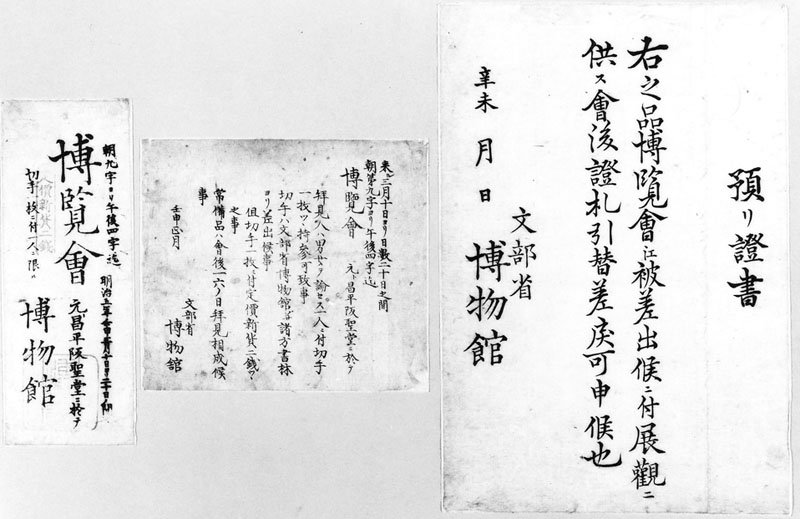
湯島聖堂博覧会 観覧券・広告・預証書に「元昌平坂聖堂」の名称がある。

昌平坂（しょうへいざか）は、東京都千代田区と文京区の境界上にある坂である。

## 名称の由来
江戸幕府第5代将軍の徳川綱吉は、学問や文化を振興する政策を進めた。その中で綱吉は、1630年（寛政7年）に上野忍丘（現在の上野恩賜公園付近）の地に、幕府の援助のもとで林羅山の私塾として創建されていた聖堂を、移転拡張することを決定した。綱吉は上野の地には寺が多く、また林家の私塾扱いであった聖堂が狭隘であったことを問題視していた。移転拡張先として神田台の一角である湯島の地が選ばれ、1691年（元禄4年）に移転が行われた。
移転後、聖堂は「昌平黌」と呼ばれることになったが、「昌平」の名は儒教の祖・孔子の故郷である中国山東省曲阜の昌平郷にちなんだものである。聖堂の移転直前の1690年（元禄3年）12月、移転予定の聖堂周辺の坂は綱吉によって「昌平坂」と命名された。
なお、綱吉が命名した昌平坂が具体的にどの坂を指しているのかについては、はっきりとしない。記録上でも聖堂の下、前後の坂というものと、聖堂前後の坂としている文献がある。後述のように聖堂の東側境界の、神田明神からまっすぐ降りる位置にあった坂と、聖堂の南側にある坂が昌平坂と呼ばれていたと考えられている。

## 沿革
第8代将軍の徳川吉宗による享保の改革の一環として、聖堂は武士以外の庶民にも儒学を学ぶ場所として解放された。しかし聴講者は少なく、聖堂自体もしばしば火災に遭って規模の縮小を余儀なくされた。転機となったのは松平定信による寛政の改革であった。定信は聖堂において寛政異学の禁と呼ばれる、朱子学以外の儒学各派の講義を禁止する政策を取った。1797年（寛政9年）には聖堂の名称を「昌平坂学問所」と変更し、これまで必ずしもはっきりと分けられていなかった林家と聖堂との関係を切り離し、昌平坂学問所を勘定奉行直轄の教育機関として、その位置づけを明確化した。そして聖堂の運営方針見直しの中で、1799年（寛政12年）に聖堂の敷地の大拡張と改築が断行された。この聖堂の敷地拡張に際して、神田明神からまっすぐ降りる位置にあった聖堂東側境界の昌平坂は聖堂の敷地内に収まったため、新たに聖堂東側境に位置するようになった坂が「昌平坂」と呼ばれるようになった。この新たに昌平坂と呼ばれるようになった坂は、もともとは「団子坂」と呼ばれていた。
寛政年間に成立した『江戸志』によると「聖堂の前の坂をいふ」「詩家地名考曰、此地聖堂ニ有リ、故ニ魯ノ昌平ニ比ス。南郭ノ詩ニ昌平橋城門ニ北対スとあり」と記されており、遅くとも寛政年間には広く昌平坂と呼ばれていたことが確認できる。

### 湯島聖堂博覧会
1872年（明治5年）3月から4月にかけ、湯島聖堂大成殿を会場として、文部省博物局による最初の博覧会である「湯島聖堂博覧会」が開催された。

### 文教地区の伝統
昌平坂学問所は江戸幕府直轄の教育機関として運営された。明治維新後も明治新政府のもとで、旧昌平坂学問所はまず昌平校、続いて大学校という教育機関として活用されたが、1871年（明治4年）には廃校となった。しかしその後も文部省の施設として活用されたり、東京師範学校や東京女子師範学校が開設されるなど、主に教育機関としての活用が続いた。江戸時代からの伝統を受け継ぐ文教地区の中で、湯島聖堂の東側の別名「団子坂」が主に昌平坂と呼ばれており、そして南側の「相生坂」もまた昌平坂とされている。